# 尤利西斯山
尤利西斯山（Ulysses Tholis）是一個位於火星塔爾西斯區的火山，中心座標2.89°N，121.55°W。 

## 概要
尤利西斯山寬度58公里，以火星上的反照率特徵命名。它的體積因為中央的凹陷，於2007年9月19日進行了修正。
目前太陽系中已知最高的火山是火星的奧林帕斯山。拉丁語的 Mons 是指巨大的隆起地形，Tholus 則是規模較小的隆起地形。Patera 則是指平坦且火山口是廣大開放區域的火山，它的形成可能是因為火山口下方的岩漿庫變成中空的。美國奧勒岡州的火山口湖就是這樣形成的。
塔爾西斯區有許多火山，包含太陽系中最高的奧林帕斯山。
附近的什洛尼爾斯小火山（Ceraunius Tholus）高度與地球上的埃佛勒斯峰接近，尤利西斯山位於它的西南方。

## 圖集

塔爾西斯區地圖，主要地形都有標示。
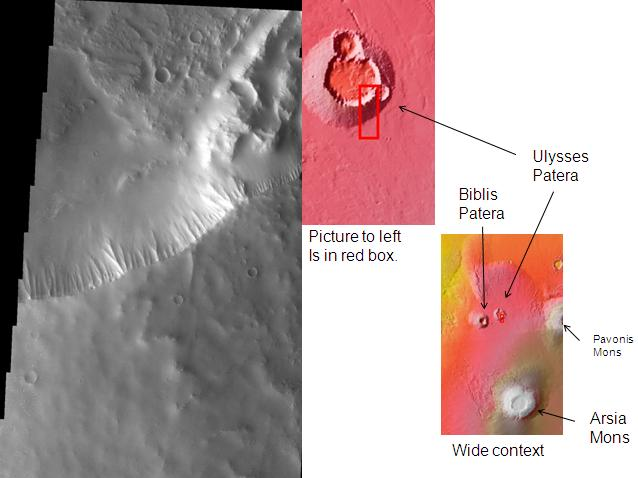
2001火星奧德賽號的熱輻射成像系統拍攝的尤利西斯山和其他地形關係。